# Filialkirche St. Klementen am Krappfeld

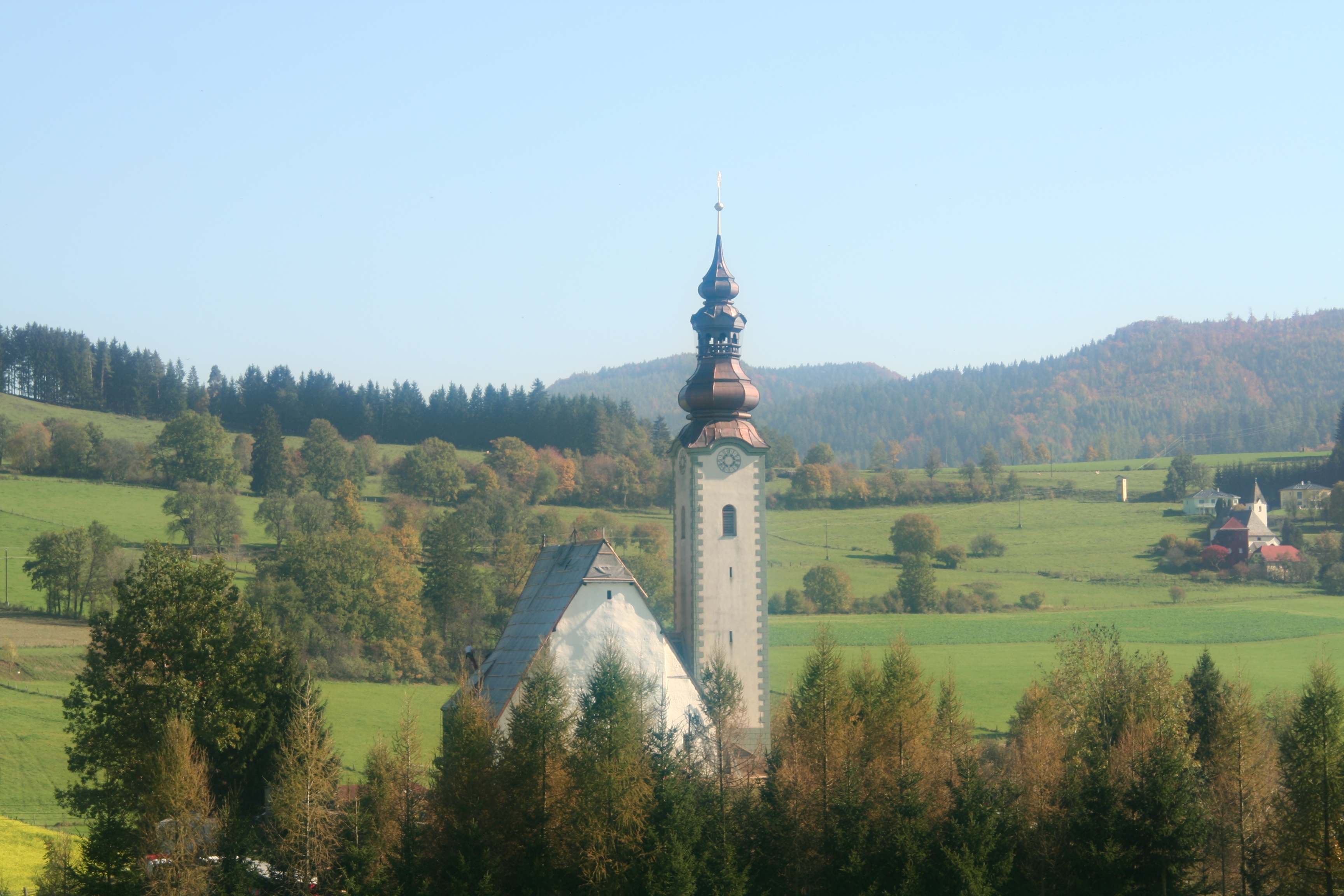

Die Filialkirche St. Klementen am Krappfeld in der Gemeinde Kappel am Krappfeld gehört zur römisch-katholischen Pfarre St. Martin am Krappfeld. Die Kirche steht auf einem Hügel neben der Südbahn.

## Geschichte
Die erste urkundliche Erwähnung findet die Kirche um 1200 als „de s. Clemente“. In der Zeit der Türkeneinfälle wurde sie zur Wehrkirche ausgebaut. Die eisenbeschlagenen Türen, das steile, tief herunter gezogene Steinplattldach sowie die ehemals wehrhafte Friedhofsmauer sind Zeugen dieser Zeit. Im Jahre 1478 soll die Anlage von den Türken belagert worden sein.

## Baubeschreibung
Der Bau ist eine spätgotische Staffelhallenkirche mit einem schlanken, spätgotischen Turm an der Langhaussüdseite, der von einem barocken Zwiebelhelm bekrönt wird.
Das dreischiffige, dreijochige, gestaffelte Hallenlanghaus ist vermutlich in spätgotischer Zeit durch Umbau eines älteren, einschiffigen Baues und durch den Zubau der Seitenschiffe entstanden. Die spätgotischen Gewölbe ruhen auf Pfeilervorlagen. Im Mittelschiff ist das Spitztonnengewölbe mit Stichkappen und dekorativen Netzgraten versehen, die Seitenschiffe sind mit Kreuzgratgewölbe ausgestattet. Im Westen des Langhauses ist eine hölzerne Sängerempore eingezogen. Darauf sind Brüstungsbilder von Christus, Maria und den zwölf Aposteln aus dem 18. Jahrhundert zu sehen. Im einjochigen Chor mit Fünfachtelschluss vom Anfang des 15. Jahrhunderts erhebt sich ein Kreuzgratgewölbe auf Konsoldiensten, die mit zwei Engelsköpfen verziert sind. Die ehemalige Sakristei an der Nordseite des Chores wurde in der Barockzeit umgestaltet und zum Chor und zum nördlichen Seitenschiff hin geöffnet. Die heutige Sakristei ist ein unregelmäßig polygonaler Anbau südlich des Chores, der Teil eines ehemaligen Karners sein kann. Im Maßwerk und in den Nonnenköpfen der Chorschlussfenster sind Reste der ursprünglichen, spätgotischen Farbverglasungen erhalten.

## Wandmalereien
Die Fresken aus der zweiten Hälfte des 15. Jahrhunderts an der Chornordwand stellen den Dreikönigszug, die Anbetung der Könige sowie der heilige Clemens dar. Die Engel mit Musikinstrumenten und die Evangelisten im Gewölbe stammen aus der zweiten Hälfte des 15. Jahrhunderts oder aus dem 16. Jahrhundert.

## Einrichtung
Der Hochaltar von 1711 mit einem geschnitzten Antependium trägt die Schnitzfiguren der Heiligen Clemens, Andreas und Georg, im Aufsatzbild ist die heilige Dreifaltigkeit wiedergegeben. 
Der linke Seitenaltar von 1686 besteht aus einer Ädikula auf einem kleinen Sockel mit einem geschnitzten Antependium sowie seitlichen Konsolfiguren unter Baldachinbögen aus Akanthusranken, einer Akanthuskartusche mit sitzenden Putti und einem Cherubskopf als Aufsatz. Auf dem Altar steht eine Marienfigur, flankiert von den heiligen Valentin und Antonius von Padua; im Aufsatzbild die Heilige Dreifaltigkeit.
Der Kreuzigungsaltar besitzt ein flaches Schnitzretabel mit einem Ölbild aus dem ersten Viertel des 18. Jahrhunderts.
Der Kanzelkorb aus dem letzten Viertel des 17. Jahrhunderts steht auf einem spätgotischen Sockel, der vermutlich von einem ehemaligen Taufstein stammt.
Das spätgotische Kruzifix wurde im ersten Viertel des 16. Jahrhunderts in der St. Veiter Werkstatt gefertigt.
An der Chornordwand hängt ein stark überarbeitetes Gemälde des heiligen Clemens mit einer Ansicht von St. Klementen.